# Щаснівка (Хмельницький район)
Ща́снівка — село в Україні, у Волочиській міській громаді Хмельницького району Хмельницької області. Населення становить 818 осіб.

## Історія
7 (20) листопада 1917 року, відповідно до Третього Універсалу Української Центральної Ради, увійшло до складу Української Народної Республіки.
12 червня 2020 року, відповідно до розпорядження Кабінету Міністрів України № 727-р «Про визначення адміністративних центрів та затвердження територій територіальних громад Хмельницької області», увійшло до складу Волочиської міської громади.
19 липня 2020 року, в результаті адміністративно-територіальної реформи та ліквідації Волочиського району, увійшло до складу новоутвореного Хмельницького району.

## Символіка
Затверджена 16 травня 2018р. рішенням №11-38/2018 XXXVIII сесії міської ради VII скликання. Автори - В.М.Напиткін, К.М.Богатов, Л.О.Писарчук, Н.В.Трачук, А.В.Наливайчук.

### Герб
В лазуровому щиті з срібної хвилястої бази виходить золота гора, на якій стоїть срібний лелека з чорним оперенням, червоними лапами та дзьобом. З бази виходять три очеретини – зліва і справа від гори срібні, поверх гори зелена. Щит вписаний в декоративний картуш і увінчаний золотою сільською короною. Унизу картуша напис "ЩАСНІВКА".
Герб відображає легенду про заснування села жителями, що врятувалися від ворожого набігу на пагорбі серед густого очерету.

### Прапор
Квадратне полотнище поділене хвилясто горизонтально на синю і білу смуги в співвідношенні 9:1. З білої на синю смугу виходить жовта гора, на якій стоїть білий лелека з чорним оперенням, червоними лапами та дзьобом. З білої смуги виходять три очеретини – зліва і справа від гори білі, поверх гори зелена.

## Релігія
14 жовтня 2013 року, у день свята Покрови Божої Матері, керуючий Хмельницькою єпархією Київської Патріархії митрополит Антоній (Махота) у співслужінні духовенства єпархії, священиків УАПЦ  та настоятеля парафії  села Щаснівка прот. Івана Бойка освятив місце та заклав перший камінь майбутнього Свято-Покровського храму.

## Галерея

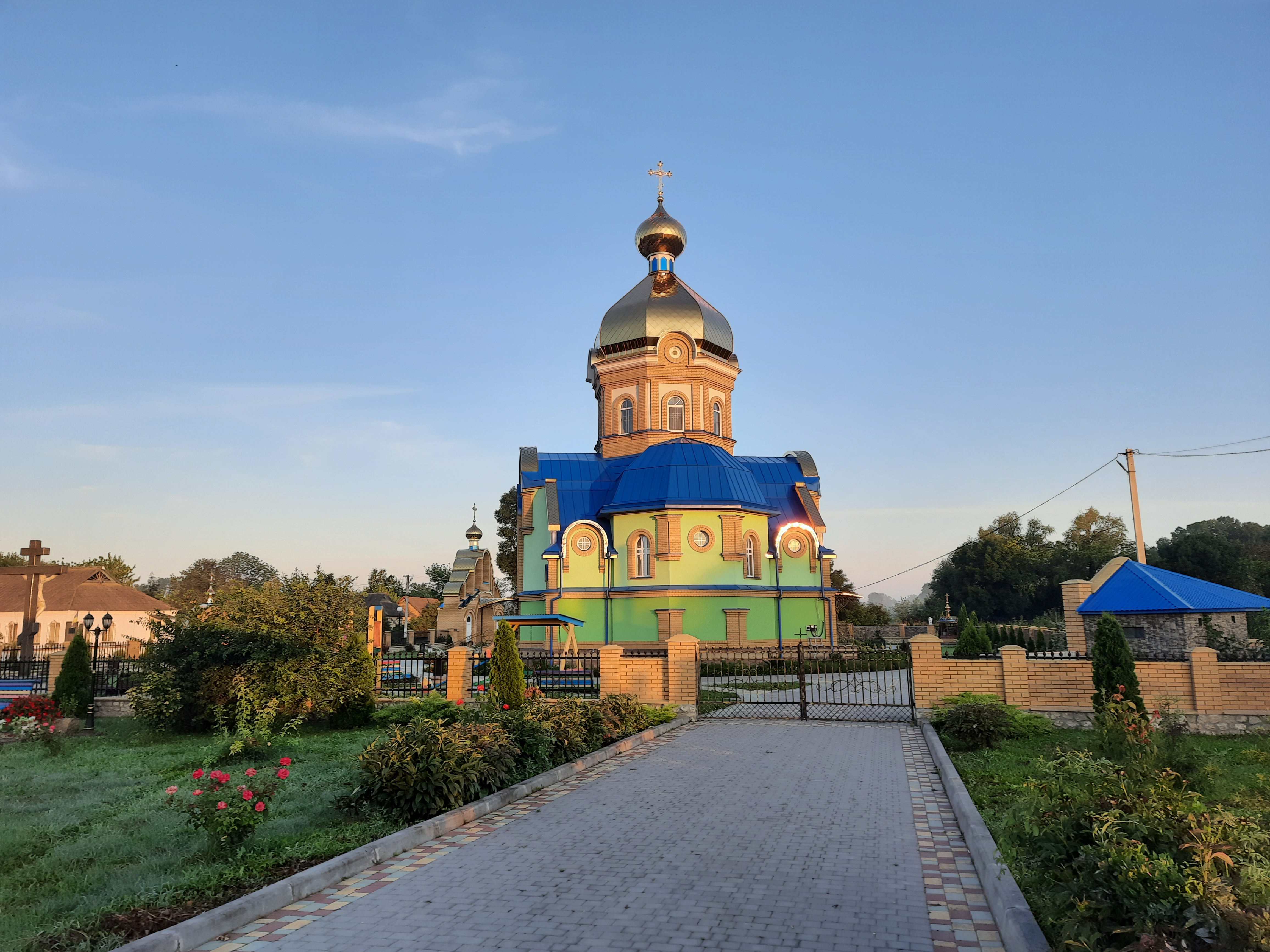
Покровська церква
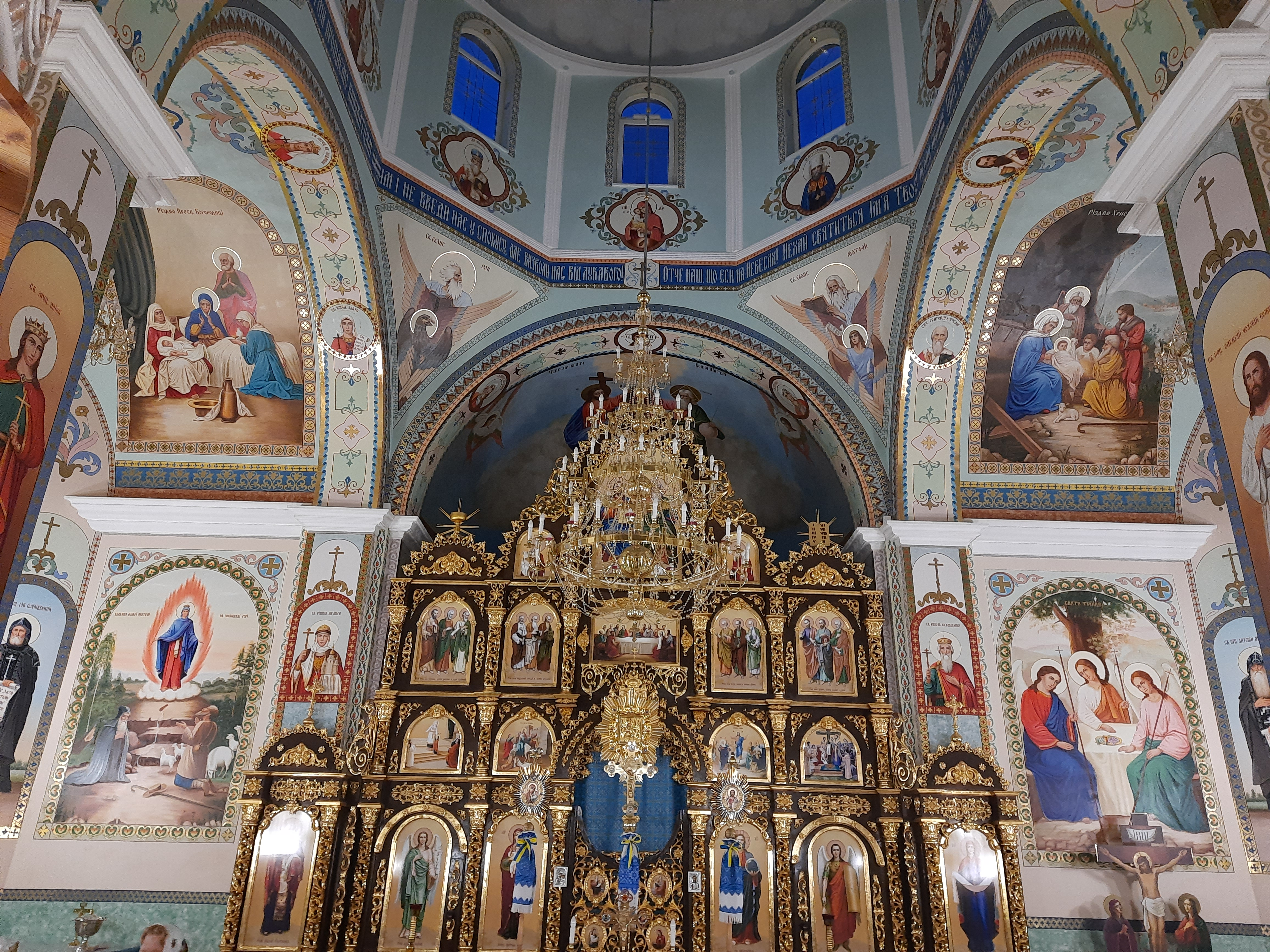
Інтер'єр Покровської церкви
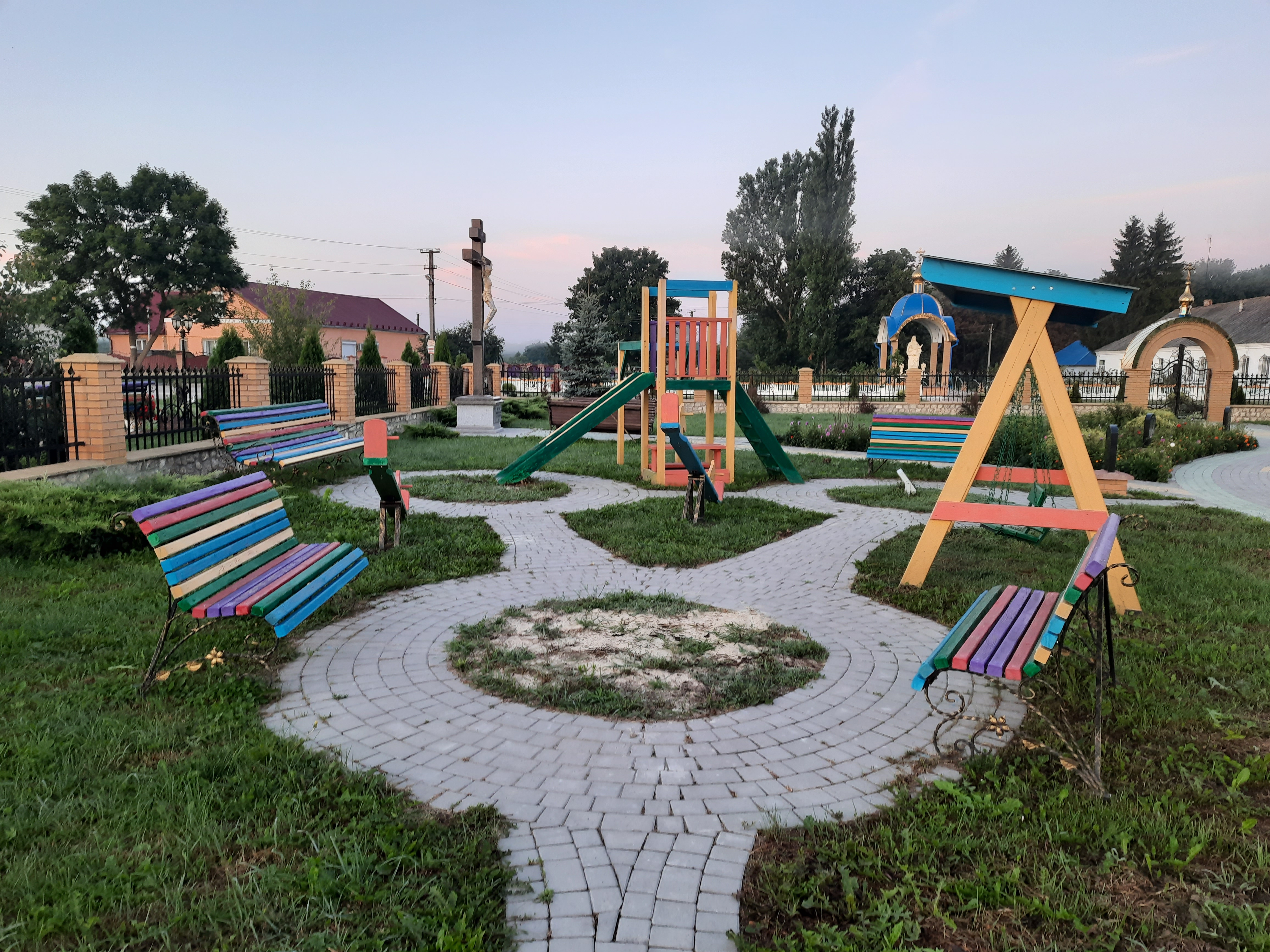
Церковне подвір'я.
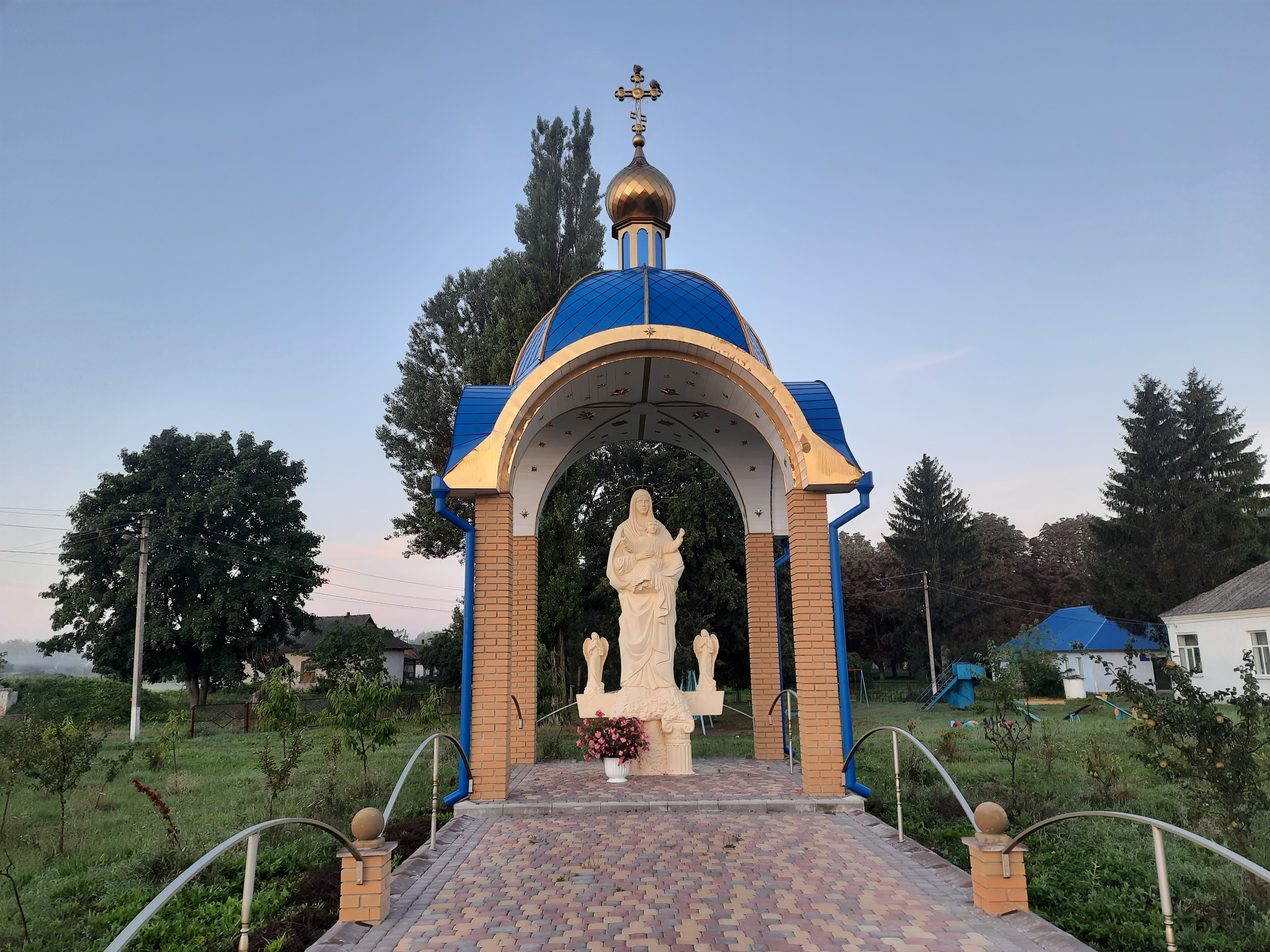
Статуя Божої Матері
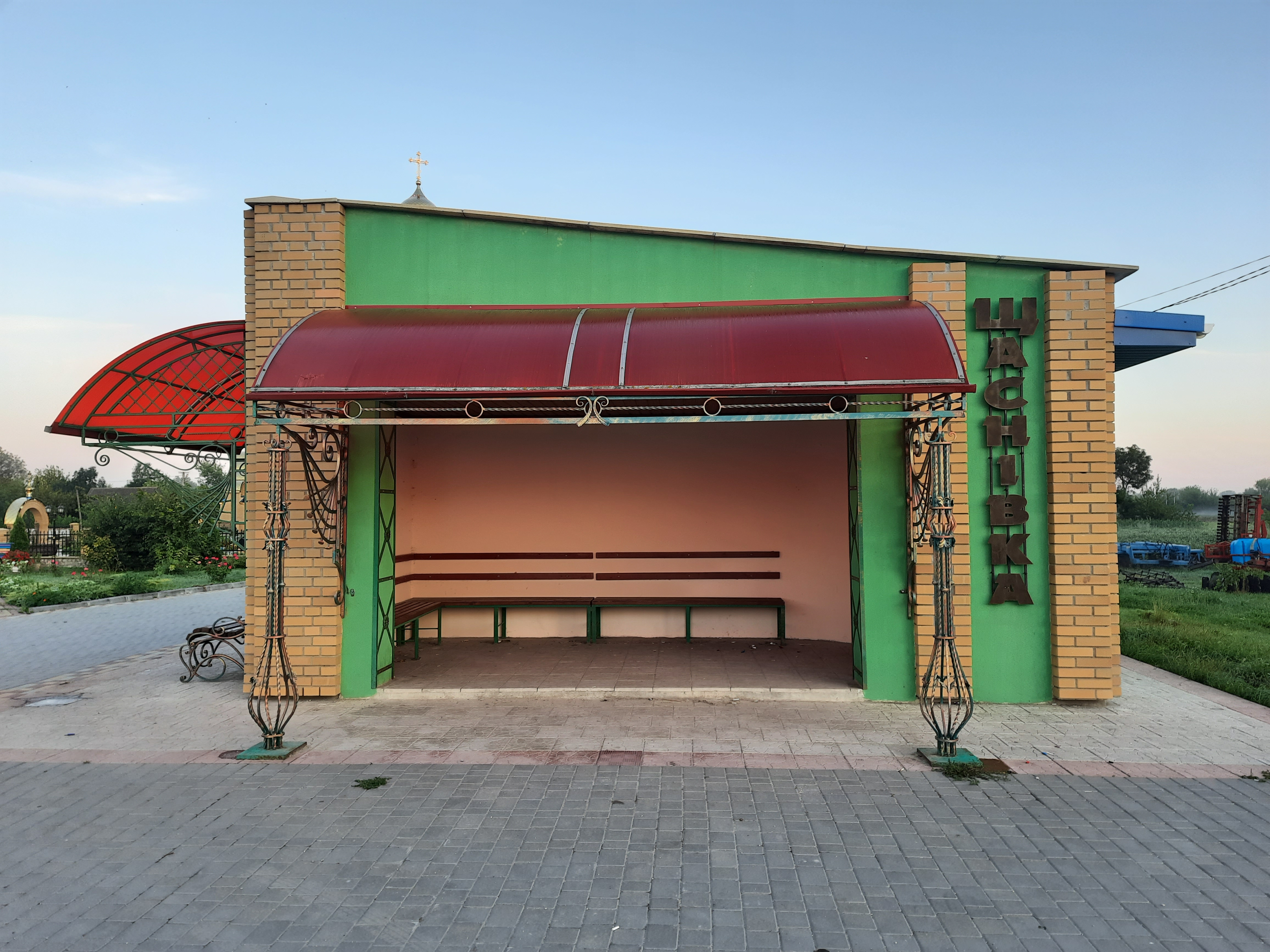
Автобусна зупинка
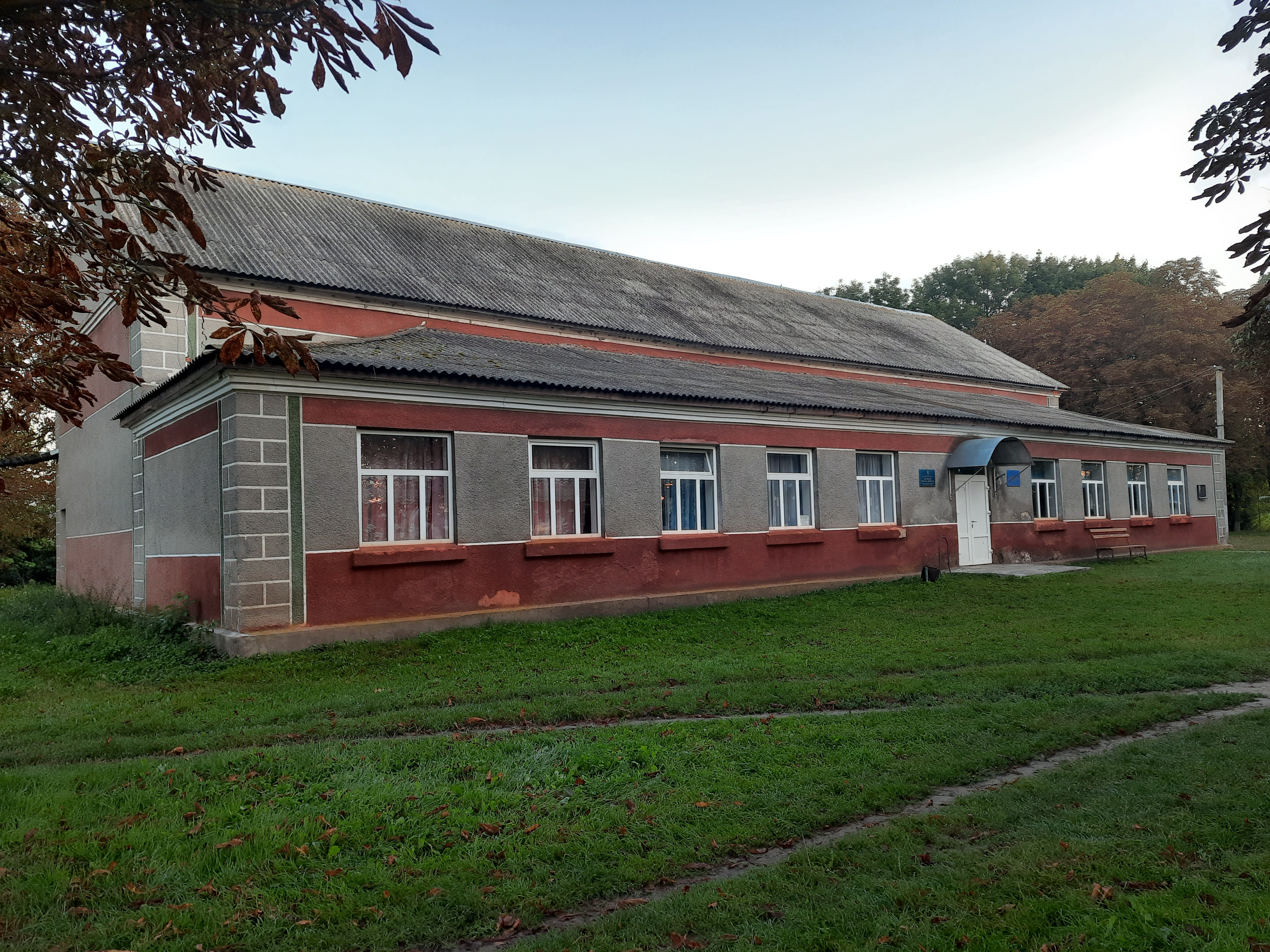
Будинок культури
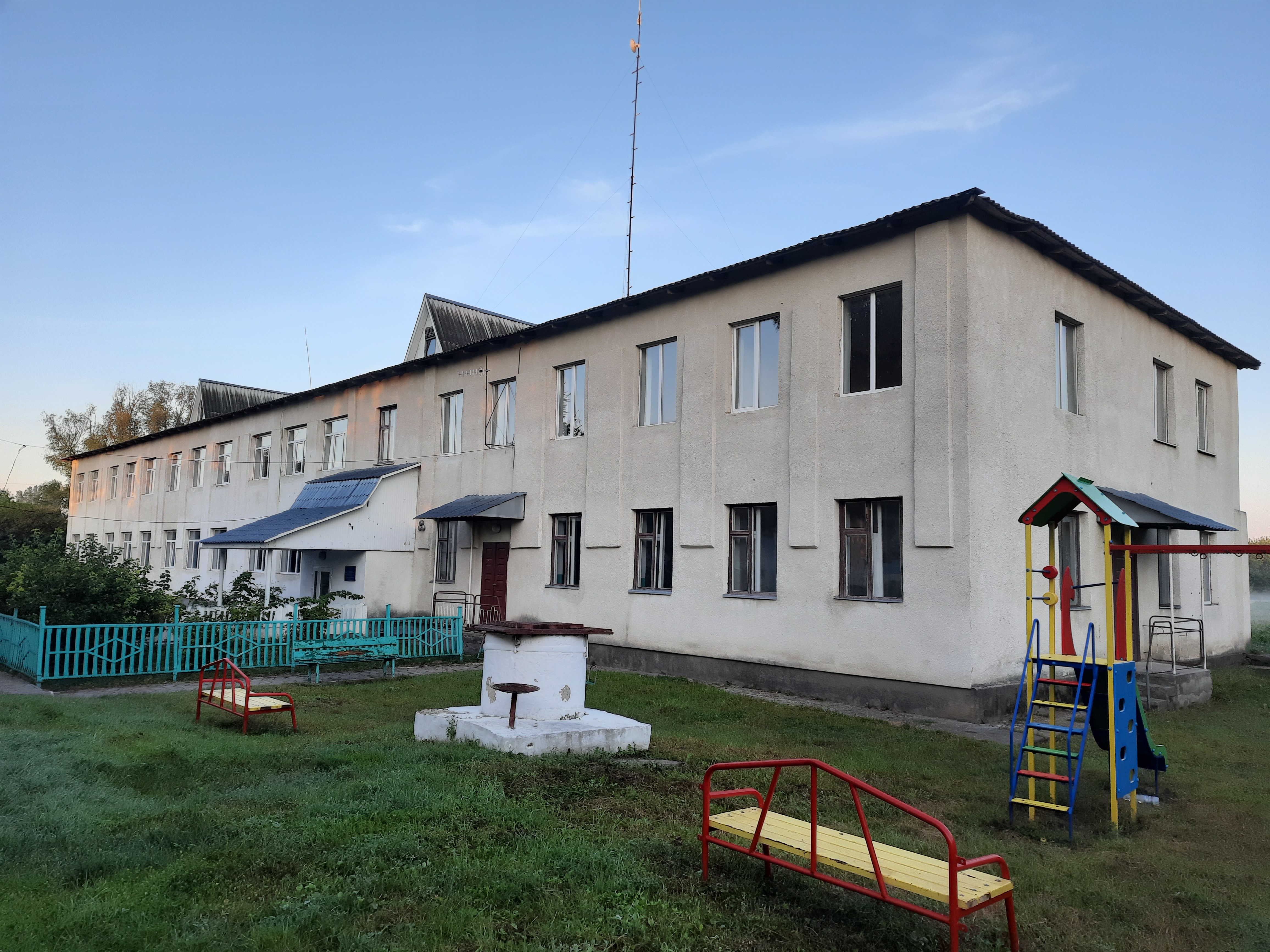
Школа
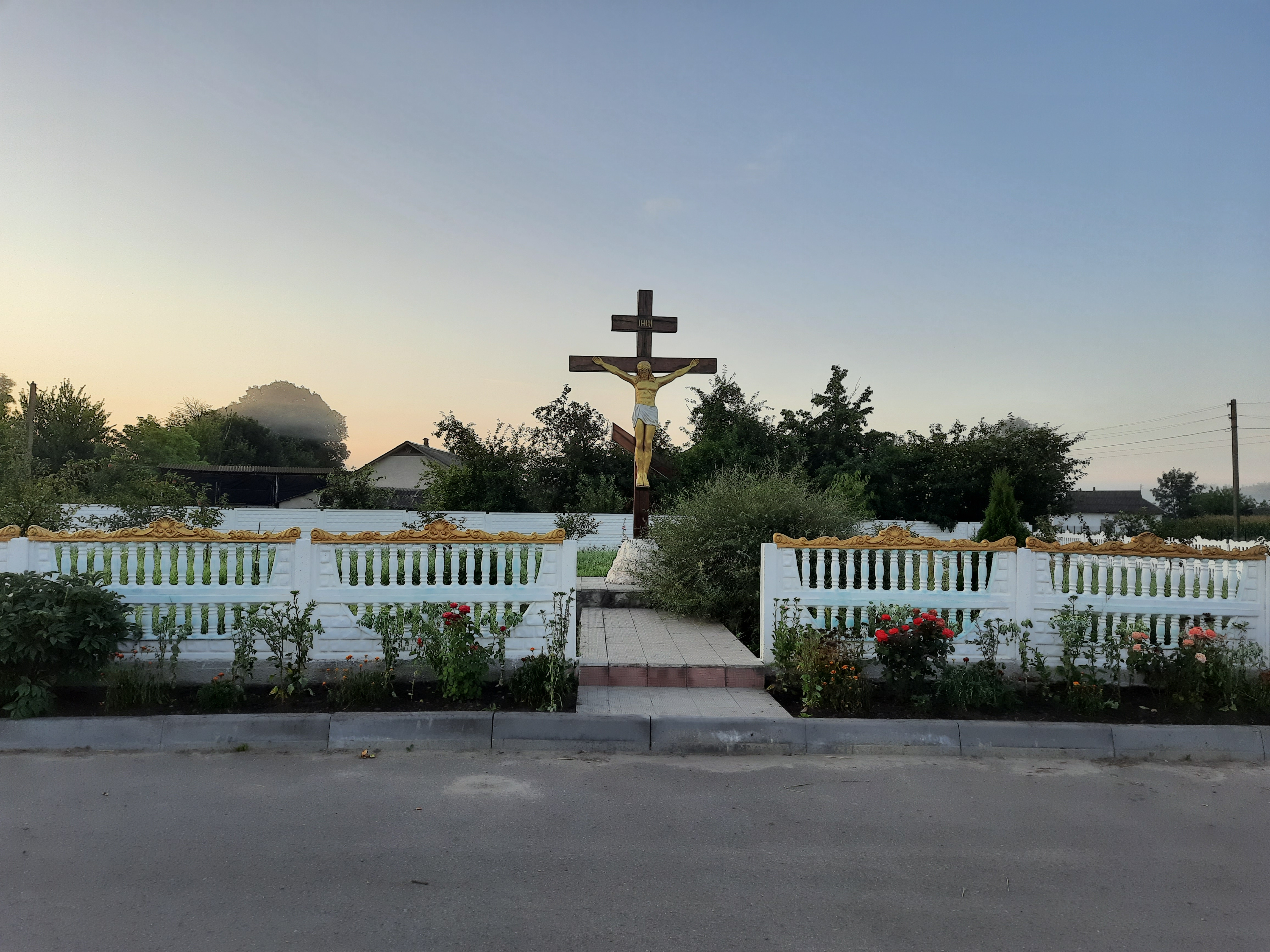
Пам'ятний хрест
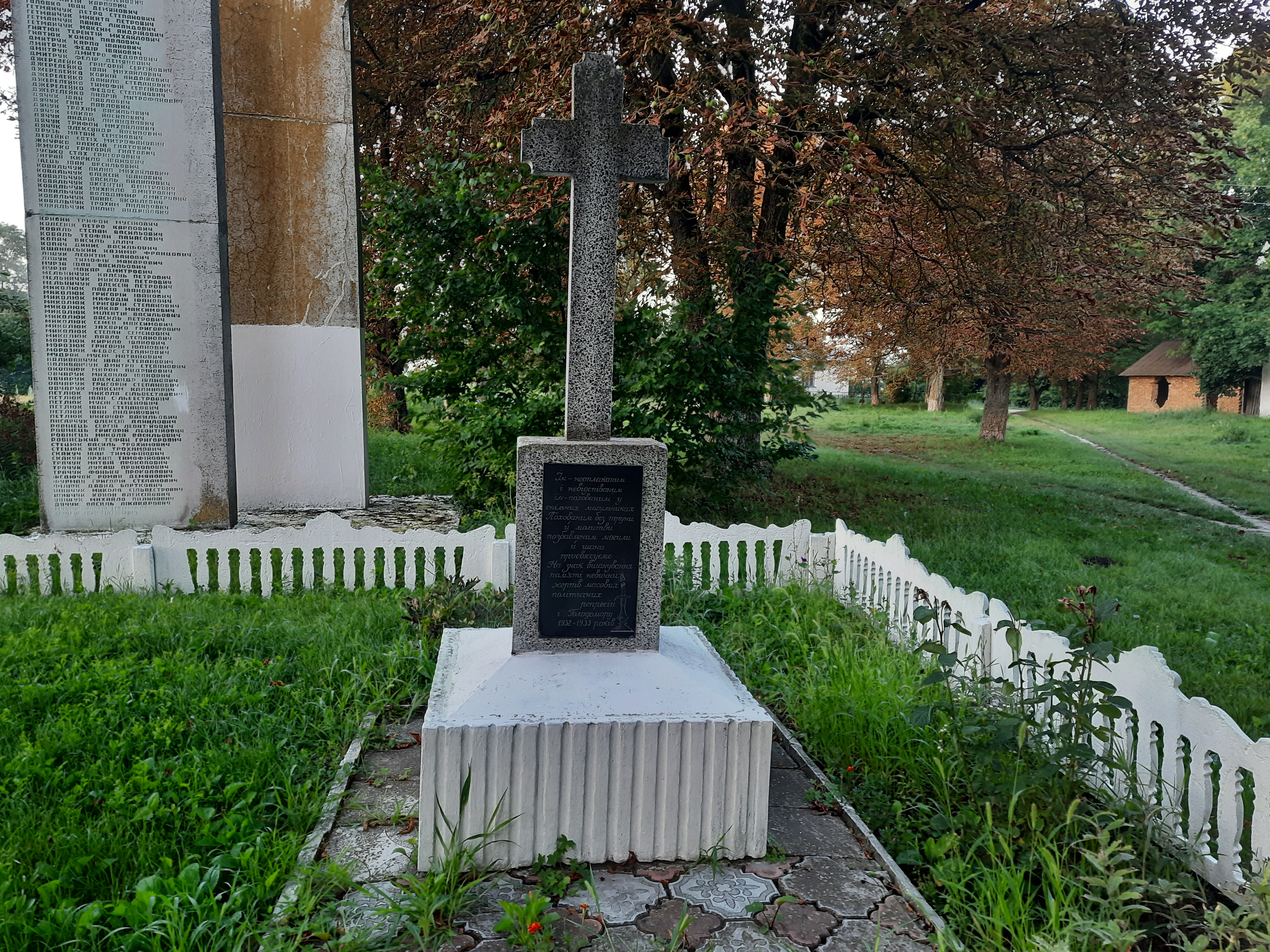
Пам'ятний знак жертвам голодомору та радянських репресій